# 北美檫樹
北美檫樹（學名：Sassafras albidum）或稱美國檫樹、美洲檫木、白檫、紅檫、黃樟等，為樟科檫樹屬，原產於北美洲東部，以美國緬因州、加拿大安大略省為北界，南至佛羅里達州，西至愛荷華州及德克薩斯州東部，常見於海拔1500公尺左右的落葉林中，北美檫樹原本曾是威斯康辛州的原生植物，但現今此樹種已於該地區消失。

## 延伸閱讀
- 維基物種上的相關：北美檫樹